# Municipio de Elora
El municipio de Elora (en inglés: Elora Township) es un municipio ubicado en el condado de Pembina en el estado estadounidense de Dakota del Norte. En el año 2010 tenía una población de 62 habitantes y una densidad poblacional de 0,67 personas por km².

## Geografía
El municipio de Elora se encuentra ubicado en las coordenadas 48°35′12″N 97°36′2″O / 48.58667, -97.60056. Según la Oficina del Censo de los Estados Unidos, el municipio tiene una superficie total de 92.65 km², de la cual 92,65 km² corresponden a tierra firme y (0 %) 0 km² es agua.

## Demografía
Según el censo de 2010, había 62 personas residiendo en el municipio de Elora. La densidad de población era de 0,67 hab./km². De los 62 habitantes, el municipio de Elora estaba compuesto por el 98,39 % blancos, el 1,61 % eran afroamericanos. Del total de la población el 1,61 % eran hispanos o latinos de cualquier raza.